# Авимелех
Авимелех (на иврит: אֲבִימֶלֶךְ) е владетел на Израил, син на съдията Гедеон.
Сведенията за Авимелех са оскъдни и се съдържат в Девета глава на библейската Книга Съдии Израилеви. Тя го описва като амбициозен и безпринципен владетел, често враждуващ със собствените си поданици, а Йосиф Флавий в „Юдейски древности“ отбелязва царуването му като тирания.
Авимелех взема съкровището от храма на Ваал и организира армия, с която напада града на баща си – Офра, избивайки всичките си братя, с изключение на най-малкия Йотам, който успява да се скрие.[Съд. 9:1 – 5] Авимелех е убит при бунт – така според Библията той е наказан за убийството на седемдесетте си братя.[Съд. 9:52 – 56]